# 于永湛
于永湛（1946年—），男，汉族，河北昌黎人，中华人民共和国政治人物，中国共产党党员，曾任新闻出版总署副署长，第十一届全国政协委员、十一届全国政协教科文卫体委员会副主任。

## 生平
2008年，当选第十一届全国政协委员，代表新闻出版界，分入第四十四组。并担任教科文卫体委员会副主任。